# Bromme
 Bromme  va ser un constructor estatunidenc de cotxes de competició.
Bromme va competir al campionat del món de la Fórmula 1 a 4 temporades, les dels anys 1951, 1952, 1953 i 1954.
Va disputar només la cursa del Gran Premi d'Indianapolis 500, no competint a cap més prova del campionat del món de la F1.

## Resultats a la F1
| Temporada | Pilot       | Classificació | Punts | Retirada              | Resultats |
| --------- | ----------- | ------------- | ----- | --------------------- | --------- |
| 1951      | Rodger Ward | Ret           |       | Pèrdua d'oli          | Resultats |
| 1952      | Spider Webb | Ret           |       | Pèrdua d'oli          | Resultats |
| 1953      | Bob Scott   | Ret           |       | Pèrdua d'oli          | Resultats |
| 1954      | Spider Webb | Ret           |       | Bomba del combustible | Resultats |